# Кнежевина Дукађини
Кнежевина Дукађини (алб. Principata e Dukagjinit) је кнежевина у средњовјековној Албанији која је постојала од 1387. до 1444. године. Основала су је браћа Пал I и Лека I Дукађин, а њом су владали Палови насљедници Тануш Дукађин, Пал II Дукађин који је учествовао у Љешкој лиги. Палов син Лека III Дукађин је једна од најистакнутијих личности албанске историје.